# Denis Dasoul
Denis André Dasoul (Lieja; 20 de julio de 1983 -Bali, 4 de noviembre de 2017) fue un futbolista belga, jugando de centrocampista. Jugó 26 partidos en la Bundesliga de Austria entre 2003 y 2005 con el SW Bregenz. Posteriormente siguió su carrera en las ligas inferiores de Italia.
Dasoul falleció en el 2017 a los 34 años, cuando haciendo surf fue alcanzado por un rayo en la isla de Bali.